# Mariä Heimsuchung (Biały Kościół)

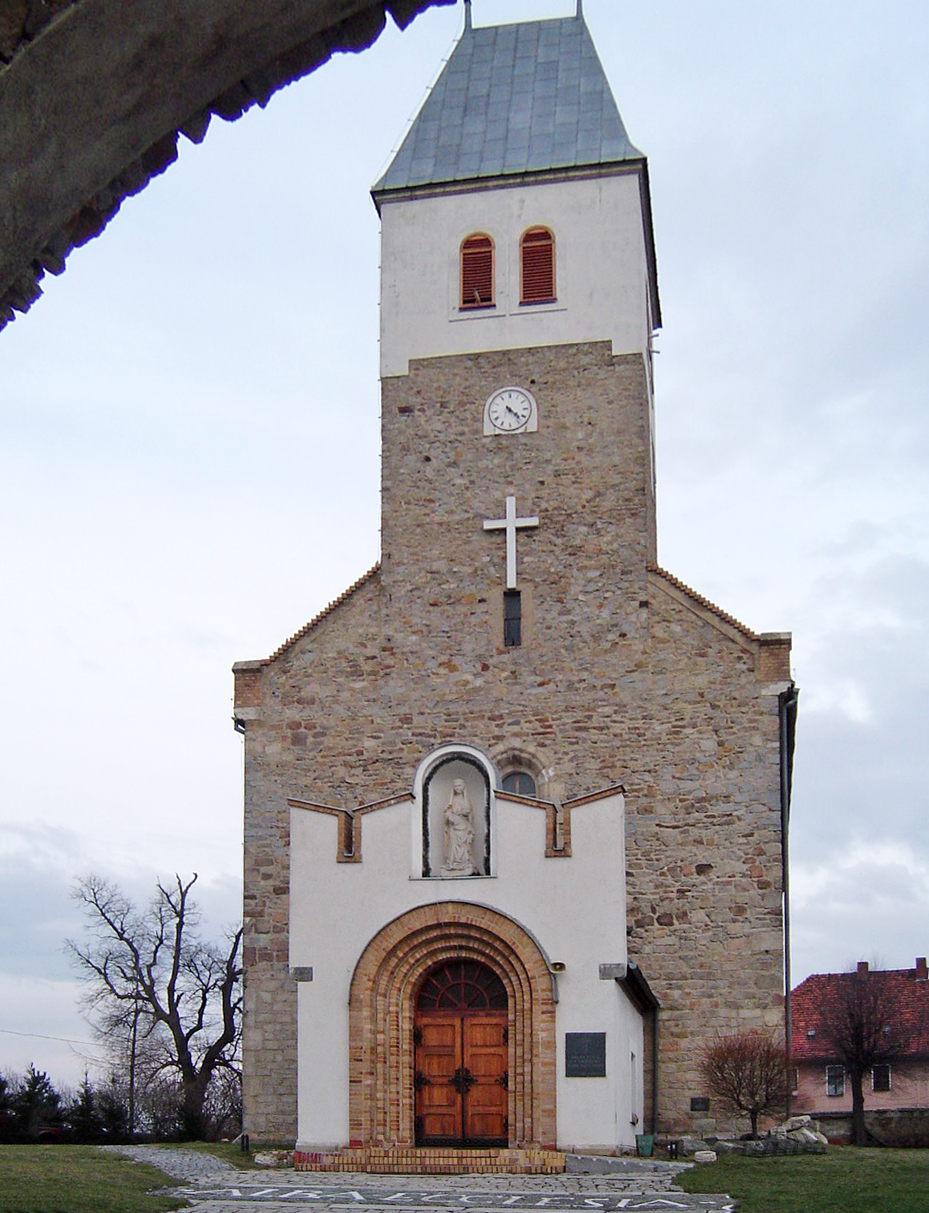
Biały Kościół, Mariä Heimsuchung, Frontansicht

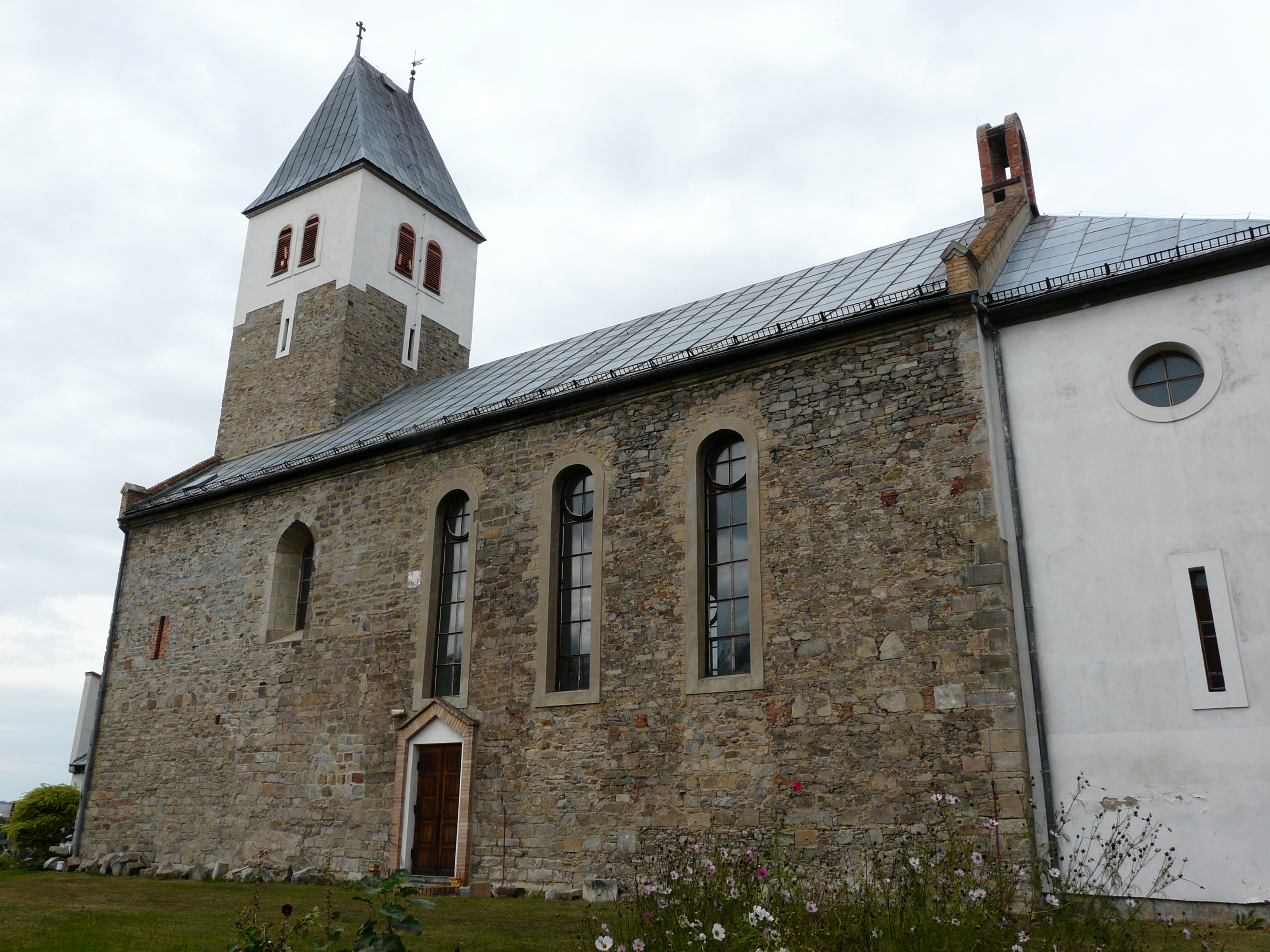
Seitenansicht

Die römisch-katholische Filialkirche Mariä Heimsuchung (polnisch Kościół p.w. Nawiedzenia Najświętszej Maryi Panny) in Biały Kościół (deutsch Steinkirche) in der Stadt-Land-Gemeinde Strzelin (Strehlen) in der Woiwodschaft Niederschlesien wurde erstmals 1264 urkundlich erwähnt. Von der Reformation bis 1945 diente sie der deutschen evangelischen Gemeinde als Pfarrkirche St. Michael. Nach der Zerstörung im Zweiten Weltkrieg wurde die Kirche in den 1980er Jahren wiederaufgebaut. Als Baudenkmal ist sie geschützt.

## Geschichte
Der Westhang des Rummelgebirges bei Strehlen wurde vermutlich während der Amtszeit des Breslauer Bischofs Thomas I. besiedelt. Die dem heiligen Erzengel Michael geweihte Kirche wurde während der Herrschaft des Münsterberger Herzogs Bolko II. gegründet, um die Pfarrkirche von Strehlen entlasten. Nach einer alten Überlieferung wurde das Gotteshaus 1256 an der Stelle eines heidnischen Kultplatzes errichtet. 1264 erscheint sie in einer Urkunde als „nova ecclesia“. 1301 wurde Steinkirche in das Klarissenkloster in Strehlen inkorporiert. Die Kirche bat auf den Gütern der Zisterzienserklosters Heinrichau u. a. auch den Zehnten vom „Felde des Dalibor“ einzunehmen und an das Kloster abzuliefern.
In der Reformationszeit fiel der klösterliche Besitz an die Herzöge von Brieg, damit verbunden auch das Patronatsrecht von Steinkirche. Der letzte katholische Pfarrer vor der Reformation hieß Vinzentius Hoffmann. Nach ihm wurde 1551/1552 Pankratius Freudenberg aus Münsterberg als erster lutherischer Prediger nach Steinkirche berufen. Ab 1675 wurde im Fürstentum Brieg die Rekatholisierung durchgeführt. Die Jesuiten entsandten nach dem Tode des damaligen Pfarrers 1698 Pater Schneider nach Steinkirche. Im Zuge der Altranstädter Konvention wurde die Kirche 1709 restituiert. Mit Magister Herzog erhielt die Gemeinde wieder einen evangelischen Pastor. Nach Bränden von 1643 und 1768 wurde das Gotteshaus wiederaufgebaut.
Nach dem Ersten Schlesischen Krieg fiel das Kirchenpatronat an das preußische Königshaus, später an den Regierungsbezirk Breslau. Von 1766 bis 1780 wurden im Kirchspiel 955 Kinder getauft, 789 Personen begraben und 214 Paare getraut. 1783 war Johann Christian Kundmann Pastor. Aus Platzmangel wurde 1827 das Presbyterium erweitert, Emporen gebaut und das Dekor im klassizistischen Stil verändert. Der Turm wurde erhöht und das Dach mit Zink neu gedeckt. 1828 wurde der Gottesacker vergrößert. Während des Zweiten Weltkrieges diente die Kirche der Deutschen Wehrmacht als Munitionslager, das bei Kriegsende 1945 zusammen mit der Kirche von deutschen Soldaten gesprengt wurde. Seit dem 18. Juli 1956 steht die Kirche im Verzeichnis der Baudenkmäler. Der Wiederaufbau nach dem Entwurf von Jerzy Rozpędowski aus Breslau unter Bezugnahme auf die ursprüngliche romanische Form erfolgte von 1984 bis 1990. Die Kirche ist heute eine der Heiligen Jungfrau Maria geweihte römisch-katholische Filialkirche. 

## Beschreibung

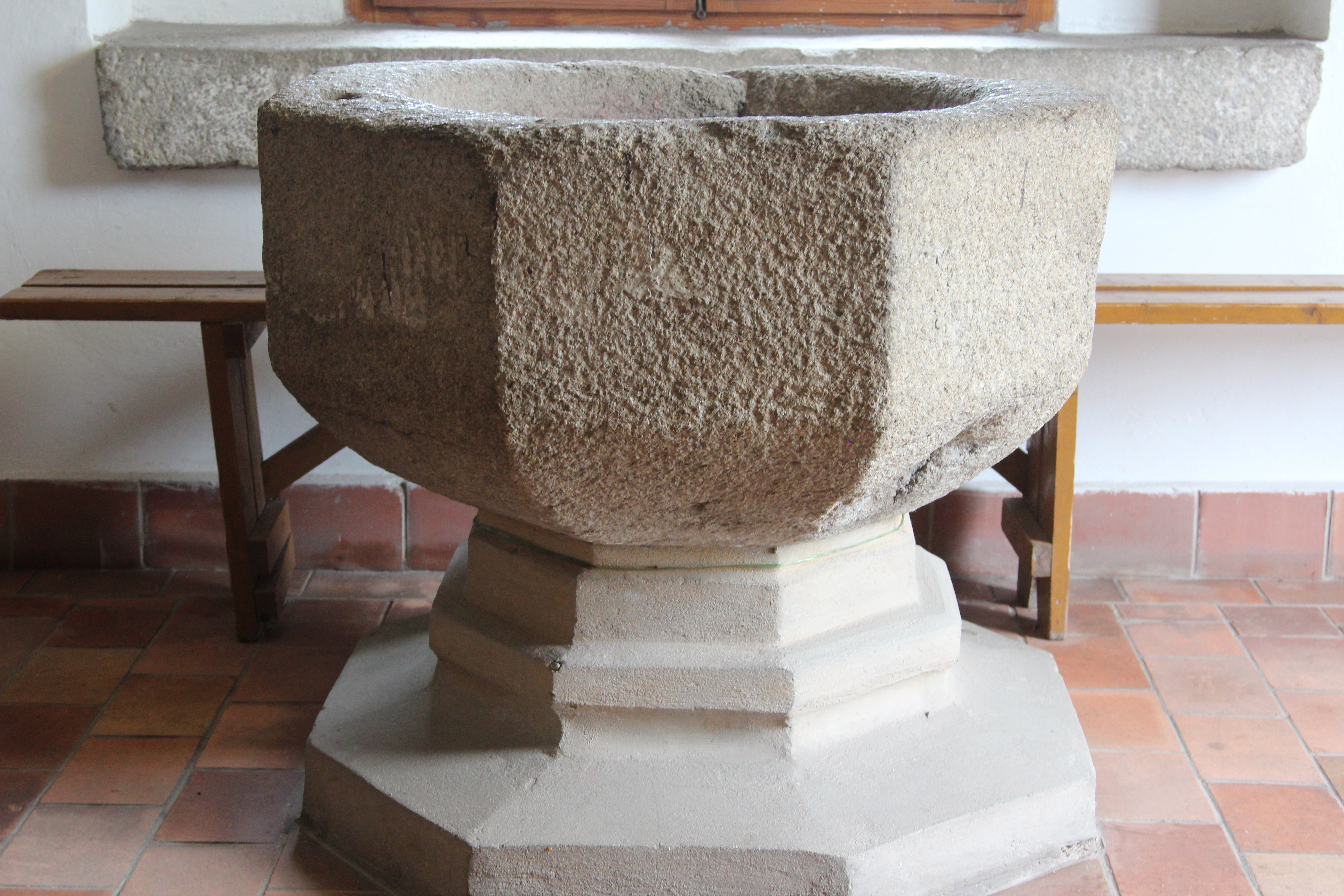
Taufstein

Das Kirchenschiff besitzt ein Tonnengewölbe und ein östliches Presbyterium. Der rechteckige Turm befindet sich auf der Westseite. Vom romanischen Vorgängerbau wurden die Wände des Kirchenschiffes, Fragmente des Tympanons, die Überreste des Eingangsportales sowie die Basis der inneren Galerie einbezogen. Von der früheren Ausstattung hat sich ein mittelalterlicher Taufstein erhalten. An der Friedhofsmauer befinden sich Grabsteine aus dem 17. und 18. Jahrhundert.

## Evangelische Parochie
Mitte des 19. Jahrhunderts waren zur evangelischen Parochie gepfarrt: 
- Steinkirche (Kreis Strehlen),
- Danchwitz (Kreis Strehlen),
- Dobergast (Kreis Strehlen),
- Gambitz (Kreis Strehlen),
- Geppersdorf (Kreis Strehlen),
- Pogarth (Kreis Strehlen),
- Striege (Kreis Strehlen),
- Wammelwitz (Kreis Strehlen),
- Wammen (Kreis Strehlen),
- Schönjohnsdorf (Kreis Münsterberg),
- Neu Karlsdorf (Kreis Münsterberg),
- Kummelwitz (Kreis Münsterberg),
- Polnisch Neudorf (Kreis Münsterberg),
- Sakrau (Kreis Münsterberg),
- Schildberg (Kreis Münsterberg),
- Dobrischau (Gastweise),
- Heinrichau (Gastweise),
- Wiesenthal (Gastweise).